# Chubby Cox
John Arthur Cox III, detto Chubby (Filadelfia, 29 dicembre 1955), è un ex cestista statunitense, professionista nella NBA.

## Biografia
Cox si sposò con la sua fidanzata Victoria, una cheerleader dell'University of South Florida. Insieme ebbero un figlio, John Cox IV, il quale seguì le orme del padre e ha giocato per University of South Florida.
La sorella di John Cox, Pamela, è sposata con Joe Bryant, padre di Kobe Bryant.

## Carriera
Frequentò la Roxborough High School, a Filadelfia. In seguito giocò per due anni nella Villanova University, trasferendosi poi alla University of San Francisco. Fu scelto alla settima chiamata dell'ottavo giro al draft NBA del 1978, dai Chicago Bulls. Dopo tre anni spesi nella CBA riuscì ad esordire nella massima lega statunitense nella stagione 1982-83, quando in sette partite segnò 29 punti con la maglia dei Washington Bullets.